# Imru Duke
Imru Azariah Duke Toussaint (20 de julio de 1999) es un jugador de baloncesto de nacionalidad Trinitense que juega en el Units Pel Bàsquet Gandía de la Segunda FEB. Con 2.11 de estatura, su puesto natural en la cancha es el de pívot.

## Carrera deportiva
Es un jugador que empezó en el mundo de baloncesto a los 18 años. Su representante le descubrió por Twitter, a través de una ONG que trabajaba en Trinidad y Tobago y al ver algunos vídeos de él, le sorprendió su físico. Duke llegó a España en mayo de 2018 y se enroló en la estructura del equipo del Zentro Basket Madrid. Al llegar a España medía 2,03 metros y pesaba 85 kilos, después creció 3,5 centímetros en un año y ganó 10 kilos, llegando a medir 2,08 metros con envergadura de 2,21 metros.
En su primera temporada en España, durante la 2018-19 jugó en la categoría sub-21 madrileña y en Primera Autonómica.
Durante la temporada 2019-20, en las filas del Zentro Basket Madrid de Liga EBA con el que promedia 5 puntos, 3,7 rebotes y 3,8 de valoración en poco más de 13 minutos por encuentro.
Duke aparecería en la lista que la NBA hizo oficial de los jugadores que presentaron su candidatura para el draft 2020.
El 24 de septiembre de 2020, se incorpora a la plantilla del Levitec Huesca de la Liga LEB Oro para realizar la pretemporada.  Sin llegar a debutar en partido oficial, en enero firma con el Kedainiai Nevezis de Lituania. Disputa tres encuentros de la Liga LKL antes de ser cedido al Vilkaviskio Perlas de la segunda división lituana, con el que participa en siete encuentros.
En septiembre de 2021 se incorpora a la pretemporada del Cáceres Patrimonio de la Humanidad de LEB Oro, formando parte de hecho del equipo filial de Liga EBA, el Torta del Casar Extremadura.
En marzo de 2022 se incorpora a la plantilla del CB Getafe de Primera Nacional de la Federación de Baloncesto de Madrid, con el que logró el ascenso a Liga EBA. 
El 2 de marzo de 2023, firma por el Gipuzkoa Basket de la Liga LEB Oro por tres temporadas y media.
El 23 de agosto de 2023, firma por el Club Juventud Alcalá de la Liga LEB Plata.
El 29 de agosto de 2024, firma por el Club Baloncesto Morón de la Primera FEB.
El 30 de noviembre de 2024, firma por el Units Pel Bàsquet Gandía de la Segunda FEB.